# Palaeospondylus gunni
Il paleospondilo (Palaeospondylus gunni) è un misterioso vertebrato estinto, di aspetto simile a quello di un pesce. I suoi fossili provengono esclusivamente dal giacimento di Achannaras, in Scozia e sono datati al Devoniano medio.

## Descrizione
I fossili di questo animale mostrano una creatura lunga fino a sei centimetri, dal corpo simile a quello di un'anguilla. Il cranio, che doveva essere costituito principalmente da parti di cartilagine indurita, esibisce capsule nasali e uditive appaiate, con un apparato branchiale al di sotto della parte più arretrata; non è presente, però, nessuna struttura che possa essere interpretata come una mascella.

## Classificazione
La filogenia di questo bizzarro fossile è stata materia di dibattito tra gli scienziati fin dal momento della sua scoperta. Di volta in volta, il paleospondilo è stato considerato una larva di qualche tipo di tetrapode, un placoderma privo di armatura, un agnato o un insieme di animali diversi. Nel 2004 alcuni studiosi hanno proposto che il paleospondilo fosse un dipnoo allo stadio larvale. Le discussioni, naturalmente, continuano.